# Krabben med de gyldne klosakse
Krabben med de gyldne klosakse (andre titler Krabben med guld-kløerne, Guldkrabben og Krabben med de gyldne kløer, originaltitel Le Crabe aux pinces d'or) er det niende album i tegneserien om Tintins oplevelser. Det er skrevet og tegnet af den belgiske tegneserieskaber Hergé og blev udgivet i 1941 i sort-hvid og i 1943 i farver.
Historien handler om den unge reporter Tintin og hans hund Terry, som opdager at en krabbedåse indeholder et papir som fører til fragtskibet Karaboudjan. Ombord på Karaboudjan er der en masse som Tintin opdager der er gemt opium i. Han tager til Marokkos Saharaørken, hvor han bliver opdaget af nogle ryttere som tager ham med til Karaboudjans destination: Bagghar i Marokko. I albummet introduceres kaptajn Haddock, som bliver en central figur i serien. Dele af plottet er blevet brugt i Steven Spielbergs film Tintin: Enhjørningens hemmelighed fra 2011.

## Nogle franske udgaver
- 1940-1941: Les Aventures de Tintin et Milou, fortsat serie i Le Soir Jeunesse[1] 17. oktober 1940 – 3. september 1941 og i Le Soir[2] 23. september 1941 – 18. oktober 1941.
- 1942-1943: Le crabe aux pinces d'or, fortsat serie i Cœurs Vaillants nr. 25, 21. juni 1942[3] – nr. 21, 23. mai 1943.[4]
- 1941: Les aventures de Tintin – Le crabe aux pinces d'or , album fra Casterman i sort-hvid.[5]
- 1943: Les Aventures de Tintin – Le crabe aux pinces d'or, farvealbum fra Casterman. 62 tegneseriesider i farver, heraf 4 trykt til kant.[5]
- 1948: Revideret album fra Casterman.[5] De fire sider er omtegnet, så de har hvid margen.
- 1959: Revideret album fra Casterman.[5] Negre ændret til kaukasiske personer.

## Danske udgaver
Føljetoner
- 1948-1949: Krabben med de gyldne klosakse. Fortsat serie i Kong Kylie nr. 1, fredag 31. december 1948 – nr. 44, fredag 28. oktober 1949.
- 1961: Krabben med guldkløerne. Fortsat serie i Politiken nr. 123, onsdag 1. februar 1961 – nr. 254, torsdag 15. juni 1961.
- 1968-1969: Guldkrabben. Fortsat serie i Politiken nr. 55, søndag 24. november 1968 – nr. 88, søndag 28. december 1969.
- 1973-74: Krabben med de gyldne kløer. Fortsat serie i Billed-Bladet.

Album
- 1970: Tintins oplevelser nr. 17 (gammel standardudgave). Krabben med de gyldne kløer. Illustrationsforlaget, ISBN 87-562-0038-2.[6]
- 1988: Albumklubben Comics nr. 26. Tintin: Krabben med de gyldne kløer. ISBN 87-7708-040-8.[7]
- 2006: Tintins oplevelser (retroudgave). Krabben med de gyldne klosakse. 2. udgave. Carlsen Comics, ISBN 978-87-626-7786-9. Fra 2. oplag, 2012, Cobolt, ISBN 978-87-7085-278-4.[8]
- 2008: Tintins oplevelser nr. 9. Krabben med de gyldne klosakse. Carlsen minicomics, ISBN 978-87-626-0362-2.[9]
- 2011: Tintins oplevelser (ny standardudgave). Krabben med de gyldne klosakse. Cobolt, ISBN 978-87-7085-435-1.[10]
- 2018: Reporteren Tintins oplevelser (fundamentalistisk retroudgave). Krabben med de gyldne klosakse. 100 tegneseriesider i sort-hvid, 4 sider i farver, totalt 116 sider, indbundet. 5. udgave. Cobolt, ISBN 978-87-7085-709-3.[11]
- 2021: Tintins oplevelser (jubilæumsudgave). Krabben med de gyldne klosakse. 62 tegneseriesider i farver, totalt 80 sider, indbundet. 6. udgave. Cobolt, ISBN 978-87-7085-919-6.[12]